# Kliment Ohridski
Sveti Kliment Ohridski (840. – Ohrid, 916.) najpoznatiji i najznačajniji sedmočislenik, tj. učenik Svete Braće, Ćirila i Metoda, pisac, prosvjetitelj Slavena i svetac.

## Životopis
Nakon Metodove smrti 885. prognan je iz Moravske. Pobjegao je pod zaštitu bugarskog vladara Borisa I. U Ohridu je osnovao 886. prvo slavensko učilište i 893. postao je ohridski episkop.
Kliment Ohridski je nakon Metodove smrti (885.) s Naumom, Angelarom i Savom morao pobjeći iz Panonije te prošao kraj Beograda na područje tadašnje bugarske države. Na dvoru kneza Borisa prognanici su bili srdačno primljeni, a Kliment je upućen na krajnji zapad bugarske države, u današnju Sjevernu Makedoniju, gdje je na Ohridu ustrojio slavensku crkvenu pokrajinu i nastavio rad svojih učitelja. Okupio je učenike i, prema suvremenim izvorima, kroz njegovu školu, prvo slavensko sveučilište, prošlo ih je 3.500. Godine 889. imenovan je biskupom Veličkim (ne znamo točno gdje je grad Velica bio), ali njegova književna i prosvjetna djelatnost nije time stala. Kliment je izvorni stvaralac, ali njegov je rad u prvom redu prevoditeljski i priređivački.

## Djela
Pisao je pjesme himničkoga značaja, životopise svetaca, kao i djela u čast svojih učitelja Ćirila i Metoda. Prevodio je s grčkoga jezika. Pripisuje mu se Žitje Konstantina Ćirila i Žitje Metodija, a barem ovo posljednje moglo bi biti njegovo.

## Zanimljivosti
Po Klimentu Ohridskome nazivaju se sveučilišta u Sofiji i u Bitolju. Na Antarktici je 1988. osnovana bugarska Znanstvena baza Sv. Klementa Ohridskog.

## Vanjske poveznice
- Župa sv. Križ, Dubrovnik  Arhivirana inačica izvorne stranice od 5. ožujka 2016. (Wayback Machine) Sveti Klement Ohridski i prijatelji, spomendan